# 眉星 (小惑星)
眉星（6118 Mayuboshi）は、小惑星帯にある小惑星である。1986年8月31日に、ヨーロッパ南天天文台のアンリ・ドゥブオーニュによって発見された。

## 命名
2015年12月15日に太陽系外惑星の命名権を勝ち取った徳島県立城南高等学校に副賞として与えられた小惑星の命名権に基づいて提案された名前が2017年2月17日に採用されたものである。主提案者は科学部2年（当時）の市川裕一朗。
命名の由来について、IAUは以下のように紹介している。
奈良時代の詩集、万葉集に収められた眉山を主題とした詩に由来する。眉山は眉のように見える小さな山で、徳島の象徴の一つである。この風変わりな名前は、眉と星を組み合わせたものである。
2017年2月に発表された際に誤って Mayubosh と紹介された。同年3月に Mayuboshi に修正された旨が発表された。